# Sofía Macias
Sofía Macías es una autora y emprendedora mexicana. Es editora de The Economist y autora del libro bestseller Pequeño Cerdo Capitalista.

## Vida
Sofía Macías nació en la Ciudad de México el 25 de agosto de 1984. Se convirtió en editora de The Economist y en febrero de 2008 abrió el blog Pequeño Cerdo Capitalista. En este blog, escribe sobre problemas personales financieros comunes y brinda consejos y trucos para resolverlos. Estudió la licenciatura en Periodismo en la Escuela de Periodismo Carlos Septién García y una Maestría en Administración de Empresas en la Escuela Superior de Comercio de Rennes en Francia. Después de graduarse, Macías comenzó a escribir múltiples programas de educación financiera. Fue responsable del contenido de Consumo Inteligente, el programa de educación financiera de Master Card. También comenzó como colaboradora de las revistas Expansión, Smart Money y Entrepreneur .

## Libros

### Pequeño Cerdo Capitalista
Pequeño Cerdo Capitalista es el primer libro de Macías y fue escrito en 2011. El objetivo de esta publicación es brindar al lector herramientas para ahorrar, invertir y distribuir sus ingresos de manera eficiente. Sofía explica en sus libros, en términos sencillos y con ejemplos, los casos en los que las personas podrían incrementar su dinero. Los temas principales del libro son el ahorro de dinero, las técnicas de gasto y las inversiones.

### Pequeño Cerdo Capitalista: Inversiones para Hippies, Yuppies y Bohemios
Pequeño Cerdo Capitalista: Inversiones para Hippies, Yuppies y Bohemios es el segundo libro de Macías y fue escrito en 2013. La razón del libro es que en la cultura de los países latinoamericanos muchas personas no le dan importancia a sus finanzas. Primero comenzó a escribir en su blog sobre cuánto afecta la falta de planificación financiera. Este libro está dedicado a “hippies, yuppies y bohemios” porque, según Sofía, cualquiera puede leerlo y no pretende ninguna ideología.
El segundo libro aborda temas más específicos para entender cómo funcionan las inversiones. Algunos temas son los tipos de perfiles de inversión, la Bolsa Mexicana de Valores, pros y contras de las tarjetas de crédito y las bases para entender la valuación de acciones e instrumentos de inversión.

## Conferencias
Actualmente Macías presenta conferencias de inteligencia financiera. Estas conferencias complementan el libro, donde el objetivo es dar ejemplos más claros de la terminología y conceptos utilizados en el trabajo. Sus conferencias se implementan en el plan de estudios de la licenciatura en Administración Financiera en universidades como Instituto Tecnológico de Monterrey, Instituto Tecnológico Autónomo de México y Universidad Nacional Autónoma de México.